# Trichina bilobata
Trichina bilobata är en tvåvingeart som beskrevs av Collin 1926. Trichina bilobata ingår i släktet Trichina och familjen puckeldansflugor. Arten är reproducerande i Sverige. Inga underarter finns listade i Catalogue of Life.